# Norman Fowler
Pour les articles homonymes, voir Fowler.
Peter Norman Fowler, baron Fowler, né le 2 février 1938 à Chelmsford, est un pair à vie et parlementaire britannique. Il est notamment président du Parti conservateur de 1992 à 1994 et lord président de la Chambre des lords de 2016 à 2021.

## Biographie
Député conservateur à la Chambre des communes de 1970 à 2001, pour Nottingham South jusqu'en 1974, puis pour Sutton Coldfield, Norman Fowler entre en 1975 au cabinet fantôme sous Margaret Thatcher comme secrétaire d'État à la Santé et aux services sociaux avant d'être nommé l'année suivante aux Transports.
Après la victoire des conservateurs aux élections générales de 1979, il devient secrétaire d'État aux Transports dans le cabinet de Thatcher. Il est secrétaire d'État à la Santé et aux Services sociaux de 1981 à 1987 et enfin secrétaire d'État à l'Emploi de 1987 à 1990. À la Santé et aux Services sociaux, il organise la réponse publique face à la crise du SIDA.
Président du Parti conservateur de 1992 à 1994, il est secrétaire d'État du cabinet fantôme à l'Environnement, aux Transports et aux Régions de 1997 à 1998, puis à l'Intérieur de 1998 à 1999, sous William Hague.
En 2001, Fowler est créé pair à vie et entre ainsi à la Chambre des lords, où il siège comme parlementaire non-affilié. Le 1er septembre 2016, il est élu président de celle-ci pour un mandat de cinq ans.

## Distinctions honorifiques
- - Membre du Conseil privé (1979)
- - Knight Bachelor (1990)
- - Baron (à vie) (2001)